# La Retape (film)
Pour plus de détails, voir Fiche technique et Distribution.
La Retape, également connu sous le titre L'Alcôve (L'alcova), est un film érotique italien réalisé par Aristide Massaccesi dit Joe D'Amato et sorti en 1985.

## Synopsis
C'est l'année 1936, le royaume d'Italie est dans un état d'euphorie à cause de son nouvel empire africain. Un ancien combattant revient de la campagne d'Abyssinie en ramenant une femme noire. Cette situation rompt la monotonie et dévoile le secret de la vie mouvementée de sa famille. 

## Fiche technique
- Titre français : La Retape ou L'Alcôve[1]
- Titre original italien : L'alcova[2]
- Réalisateur : Aristide Massaccesi (sous le nom de « Joe D'Amato »)
- Scénario : Ugo Moretti (it)
- Photographie : Federiko Slonisko
- Montage : Frank Martin
- Musique : Manuel De Sica
- Effets spéciaux : Robert Gold
- Décors : Richard Ribovske
- Costumes : Catherine Corbaz
- Maquillage : Peter Trevor, Alex Hills
- Production : Aristide Massaccesi (sous le nom de « Joe D'Amato »)
- Société de production : Filmirage
- Pays de production :  Italie
- Langue originale : italien
- Format : Couleurs - 1,85:1 - Son mono - 35 mm
- Durée : 90 minutes
- Genre : Film érotique
- Dates de sortie :
  - Italie : 21 janvier 1985
  - France : 1er janvier 1986

## Distribution
- Lilli Carati : Alessandra, la femme d'Elio
- Annie Belle : Virma, la secrétaire
- Al Cliver : Elio De Silvestris
- Robert Caruso : Furio De Silvestris, le fils d'Elio
- Laura Gemser : Zerbal, la fille esclave
- Nello Pazzafini : Peppe, le jardinier

## Exploitation
Le film a rapporté un total de 335 890 000 lires au box-office italien. 